# Hylaeus gualanicus
Hylaeus gualanicus är en biart som först beskrevs av Cockerell 1912.  Hylaeus gualanicus ingår i släktet citronbin, och familjen korttungebin. Inga underarter finns listade i Catalogue of Life.